# Emilie Lesclaux
Emilie Natacha Lesclaux (Bordéus, 12 de setembro de 1979) é uma produtora cinematográfica e cientista política francesa radicada no Brasil.
Vive no Recife desde 2002, onde casou-se com o cineasta Kleber Mendonça Filho.
Produziu filmes premiados internacionalmente, como Bacurau, Aquarius e O Som ao Redor.

## Biografia
Emilie Natacha Lesclaux nasceu na cidade de Bordéus, França, em 12 de setembro de 1979. Formada em ciências políticas (Sciences Po Bordeaux), mudou-se em 2002 para o Recife, no Brasil, para trabalhar no Consulado-Geral francês. Fixou residência na capital pernambucana, onde passou a trabalhar como produtora cinematográfica. É casada com o cineasta Kleber Mendonça Filho e mãe dos gêmeos Tomás e Martin.
Bacurau, que estreou no Brasil em agosto de 2019, é o filme de maior escopo de Emilie Lesclaux. Com orçamento de R$ 7,7 milhões e um elenco numeroso, o filme foi gravado durante três meses no Sertão do Seridó, divisa do Rio Grande do Norte com a Paraíba.

## Filmografia

### Como produtora
- 2019 - Bacurau (longa-metragem)
- 2016 - O Ateliê da Rua do Brum (longa-metragem)
- 2016 - Aquarius (longa-metragem)
- 2015 - A Copa do Mundo no Recife (curta-metragem)
- 2014 - Permanência (longa-metragem)
- 2013 - O Som ao Redor (longa-metragem)
- 2009 - Recife Frio (curta-metragem)
- 2008 - Crítico (documentário)
- 2005 - Eletrodoméstica (curta-metragem)
- 2004 - Recife Frio (curta-metragem)